# بنك غانا

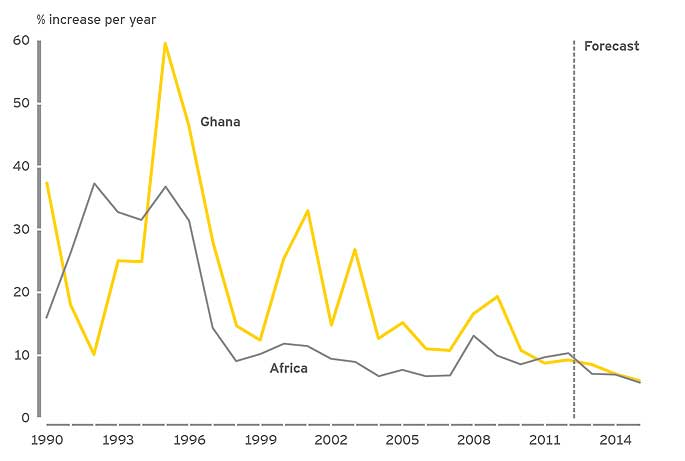
معدل تضخم غانا الاقتصادي للتغير في النسبة المئوية

بنك غانا هو البنك المركزي لدولة غانا . يقع في العاصمة أكرا وانشأ في عام 1957. ينشط البنك في تطوير سياسة الإدماج المالي وهو عضو في التحالف من أجل التضمين المالي.

## روابط خارجية
- موقع بنك غانا الرسمي